# Dulwich Hill
Dulwich Hill är en del av en befolkad plats i Australien. Den ligger i kommunen Marrickville och delstaten New South Wales, i den sydöstra delen av landet, nära delstatshuvudstaden Sydney. Antalet invånare är 12 981.
Runt Dulwich Hill är det mycket tätbefolkat, med 3 895 invånare per kvadratkilometer.. Närmaste större samhälle är Sydney, nära Dulwich Hill. 
Runt Dulwich Hill är det i huvudsak tätbebyggt. Genomsnittlig årsnederbörd är 1 380 millimeter. Den regnigaste månaden är februari, med i genomsnitt 200 mm nederbörd, och den torraste är juli, med 36 mm nederbörd.